# Omar Abdel-Rahman
Omar Abdel-Rahman (tiếng Ả Rập: عمر عبد الرحمن, ‘Umar ‘Abd ar-Raḥman; 3 tháng 5 năm 1938 – 18 tháng 2 năm 2017), còn được biết đến tại Mỹ với tên "Blind Sheikh", là một chiến binh Hồi giáo cực đoan gốc Ai Cập, một tu sĩ Hồi giáo bị mù. Ông là kẻ chủ mưu vụ nổ bom phá hoại tòa nhà Trung tâm Thương mại Thế giới ở New York vào năm 1993.
Omar Abdel-Rahman bị cáo buộc là một thủ lĩnh cấp cao của tổ chức khủng bố Al-Gama'a al-Islamiyya. Tổ chức này chịu trách nhiệm cho nhiều hành vi bạo lực, bao gồm cuộc thảm sát Luxor tháng 11 năm 1997, trong đó có 58 du khách nước ngoài và 4 người Ai Cập đã bị giết chết.